# Charles Norman Mason
Charles Norman Mason (* 10. Januar 1955 in Salt Lake City) ist ein US-amerikanischer Komponist und Musikpädagoge.
Mason studierte Musik an der University of Miami und der University of Illinois. Zu seinen Lehrern zählten Donald Erb, Lukas Foss, Milton Babbitt, Roger Reynolds, Ben Johnston, Salvatore Martirano, John Melby und Jacob Druckman. Er unterrichtet Komposition und Musiktheorie am Birmingham-Southern College in Birmingham/Alabama. Als Geschäftsführer des Living Artist Foundation widmet er sich besonders der Förderung zeitgenössischer Komponisten und ihrer Musik. Er wirkte 15 Jahre als Herausgeber des Living Music Journal und war Mitbegründer der Birmingham Art Music Alliance. Darüber hinaus war er sechs Jahre lang Vizepräsident der amerikanischen Society for Electro-Acoustic Music und ist Leiter des Alabama Music Teachers Association Composition Commissioning Program sowie Gründer und Leiter der Plattenfirma Living Artist Recordings.
Für seine Kompositionen wurde Mason u. a. 1995 mit dem Delius Prize und 2005–06 das Samuel Barber Rome Price Fellowship. Beim Internationalen Festival für elektroakustische Musik in Bourges wurde er 1989 mit einer ehrenden Erwähnung gewürdigt. Kompositionsaufträge erhielt er u. a. vom American Composers Orchestra, dem Miami String Quartet, dem Alabama Symphony Orchester und dem Fairbanks Symphony Orchestra, den Greg Smith Singers und dem dänischen Corona Guitar Kvartett und von Musikern wie der Geigerin Karen Bentley Pollock, den Cellisten Madelaine Shapiro und Craig Hultgren, dem Gitarristen Paul Bowman, dem Pianisten William DeVan und den Sängern Robert Black und Rick Ferguson. Er arbeitete auch mit den Videokünstlern Sheri Wills und Alex Schweder und dem Photographen Richard Barnes zusammen.

## Werke
- Windage für Orgel, 1987
- The Caged Skylark für Sopran und Elektronik, 1988
- Amalgam I für Oboe und Elektronik, 1990
- The Blazing Macaw für Klavier und Elektronik, 1991
- I Feel the Fell of Dark für Sopran, Cello und Perkussion, 1991, 2008
- Schism: THemes and Variations für Klarinette, 1992
- From Shook Foil für gemischten Chor und digitalen Klang, 1992
- Kat-e-wi-key für vMIDI-Perkussion, Synthesizer und Wind Controller, 1996
- Anthem of Dispair and Hope für gemischten Chor, 1996
- Mirrors, Stones, and Cottons für Gitarre und Elektronik, 1996
- Antigone, acht Chöre für Kammerensemble und Männerchor, 1997
- Hradcanska für großes Orchester, 1998; für Flöte, Violine, Cello und Klavier, 2000
- Daphne at Sea, Kammeroper, 1999
- Echo, Jugendoper, 1999
- Fishing Through the Open Door für Flöte und Elektronik, 1999
- Senderos Que se Bifurcan für Klarinette und Klavier, 2001
- Three-Legged Race für Violine, Cello und Klavier, 2001
- Pantograph für Klavier, 2001
- All Four One für Saxophonquartett, 2002
- Songs of Desire für Mezzosopran, zwei Saxophone und elektrische Gitarre, 2002
- The Artist and his Model für Cello und Elektronik, 2002
- Expressway für großes Orchester, 2003
- Filibuster für Gitarrenquartett, 2003
- A Completet Portrait of Picasso für Tenor, Violine, Cello, Fagott und Klavier, 2003
- Fast Break für Flöte, Klarinette, Violine, Cello, Klavier und digitalen Klang, 2004
- Thimblerigger für Kontrabass und Elektronik, 2004
- The Leaden Echo, the Golden Echo für gemischten Chor und digitalen Klang, 2005
- Fanfare for Human Dignity für großes Orchester, 2005
- Oh Wat a Beautiful City, Streichquartett, 2006
- Incantesimi für Violine und Klavier, 2006
- Entanglements für Violine, Cello und digitalen Klang, 2006
- Ospedaletto für Cello und Elektronik, 2006
- Il Prigionero für Klavier, 2006
- Murmurs mit dem Videokünstler Alex Schweder und dem Photographen Richard Barnes, 2006
- Cor Cordium für Gitarrenquartett und Kammerorchester, 2007
- Addition für Orchester und Elektronik, 2008
- Sonora für Flöte, Gitarre und digitalen Klang, 2008
- Scraping für Flöte, Gitarre und digitalen Klang, 2008
- Flutter Arrhythmia, Videoinstallation mit Sheri Wills, 2008

## Weblink
- Charles Norman Masons Homepage